# 譚啓
譚啟（1528年—？年），字繼之，號敬所，四川夔州府大寧縣（今巫溪縣）人，明朝政治人物。

## 生平
嘉靖四十一年（1562年），登壬戌科進士；嘉靖四十二年（1563年），任福建晉江縣知縣，為官公平愛民，升副使。其師洪朝選被誣下獄，譚啓前往探望，深感官場腐敗，辭職歸鄉。

## 家族
曾祖譚春，祖譚珩，父譚廷傑，母李氏。